# Tramwaje w Saint-Avold
Tramwaje w Saint-Avold − zlikwidowany system komunikacji tramwajowej we francuskim mieście Saint-Avold, działający w latach 1910−1944.

## Historia
Tramwaje w Saint-Avold uruchomiono 4 lutego 1910. Linia tramwajowa o rozstawie szyn 1000 mm i długości ponad 2 km połączyła dworzec kolejowy z centrum miasta. Do obsługi linii zakupiono 3 wagony silnikowe i 5 doczepnych. Tramwaje były produkcji niemieckiej. W 1940 wstrzymano ruch tramwajów, który wznowiono w 1943. Ostatecznie tramwaje zlikwidowano w 1944. 